# Indemnité d'éviction dans le bail commercial
L'indemnité d'éviction dans le bail commercial constitue la pierre angulaire de l'édifice, elle garantit au preneur à bail (ou locataire) son droit à renouvellement ; à cet effet, elle doit être égale au préjudice causé par le refus de renouvellement du bail par le bailleur. Le bail commercial étudié en cet article, concerne exclusivement celui qui a été conclu ou renouvelé depuis le 1er septembre 2014, en application du décret d'application du 3 novembre 2014 répertorié sous Identifiant Européen de la Législation  (European Legislation Identifier, ELI).  
Cette indemnité répare un préjudice, celui du défaut de renouvellement, l'appréciation du quantum relève du pouvoir souverain du juge du fond qui doit détailler les éléments constitutifs dudit préjudice sans les forfaitiser. Le locataire est en droit de rester dans les lieux jusqu'au règlement de l'indemnité, mais peut décider de quitter les locaux avant le règlement de celle-ci. Nul n'ignore que le principe de la réparation intégrale du préjudice induit que tout le préjudice doit être réparé, et Il est constant que, même si une entreprise est en déficit, le fonds de commerce garde une valeur marchande, et cette valeur doit être appréciée en fonction de la valeur du droit au bail ; l'adverbe « notamment, » figurant dans le texte, établit que cette liste n'est aucunement limitative. 
La Cour de cassation décide :

« qu'une fois le dommage déterminé dans sa nature et dans son étendue, il importe uniquement d'assurer à la victime une indemnisation intégrale par le versement de l'équivalent monétaire dudit dommage au jour de sa réparation »

Selon qu'il s'agit de réparer un préjudice résultant d'un remplacement ou d'un déplacement du fonds, la fixation de cette indemnité se fera, soit par le calcul de la moyenne sur 3 années des chiffres d'affaires ou des bénéfices (avec application d'un taux ou pourcentage sur les valeurs médianes), soit par la technique dite du «différentiel ou de l'économie de loyers».
Depuis le 1er janvier 2020, en matière civile, le recours à un Avocat est obligatoire pour l'ensemble des questions relatives aux baux commerciaux (de même pour les contestations relatives à la fixation du prix du bail révisé ou renouvelé).

## Principes directeurs
D'autres principes s'appliqueront  
1. retenir la plus élevée des valeurs selon qu'il s'agit de la perte ou du transfert du fonds ; à titre d'exemples : le preneur ne peut prétendre qu'à une indemnité de remplacement pour perte du fonds, assise sur la valeur du droit au bail[note 2], dès lors que cette dernière apparait supérieure à la valeur marchande du fonds déterminé suivant les usages de la profession[Jurisprudences 3] ;
2. ne pas pratiquer une moyenne entre les deux méthodes expertales puisqu'elles ne visent pas la même finalité, pour la seconde, il s'agit de déterminer les avantages locatifs, pour la 1re, l'activité commerciale ;
3. la perte de l'indemnité est totale ; elle ne peut être partielle ;
4. l'indemnité d'éviction ne doit concerner que l'activité exploitée et ce en fonction de la destination prévue par le contrat[Jurisprudences 4] ;
5. l'indemnité d'éviction n'est due que s'il existe un fonds exploité et un local ; ce qui exclut les hypothèses de sous-location partielle, de constructions sur terrain nu avec clause de nivellement ;
6. l'indemnité d'éviction doit être évaluée à la date la plus proche du départ effectif du locataire selon le principe suivant : Nemo[6] ex alterius facto praegravari debet[note 3] ; il va s'agir le plus souvent de la date de la décision judiciaire[Jurisprudences 5] ;
7. l'indemnité d'éviction peut t-elle est supérieure à la valeur de l'immeuble[note 4] ? Le Conseil Constitutionnel saisi par la Cour de cassation d'une question prioritaire de constitutionnalité a décidé : « les dispositions contestées ne portent pas au droit de propriété une atteinte disproportionnée au regard de l'objectif poursuivi. Par conséquent, le grief tiré de la méconnaissance du droit de propriété est écarté. »[7]

## Acteurs

### Débiteur de l'indemnité
En principe, c'est le propriétaire qui doit procéder au règlement de cette indemnité.

#### Démembrement de propriété
En cas de démembrement de propriété, l'usufruitier, qui a la jouissance du bien, ne peut, en application de l'article 595, dernier alinéa, du code civil, consentir un bail commercial ou le renouveler sans le concours du nu-propriétaire ou, à défaut d'accord de ce dernier, qu'avec une autorisation judiciaire, en raison du droit au renouvellement du bail dont bénéficie le preneur même après l'extinction de l'usufruit. 
En revanche, l'usufruitier a le pouvoir de mettre fin au bail commercial et, par suite, de notifier au preneur, sans le concours du nu-propriétaire, un congé avec refus de renouvellement. Ayant, seul, la qualité de bailleur dont il assume toutes les obligations à l'égard du preneur, l'indemnité d'éviction due en application de l'article L.145-14 du code de commerce, qui a pour objet de compenser le préjudice causé au preneur par le défaut de renouvellement du bail, est à sa charge.
A titre d'exemples 
- En condamnant la nue-propriétaire, in solidum avec l'usufruitière, alors que l'indemnité d'éviction n'était due que par celle-ci, la cour d'appel a violé le texte susvisé[Jurisprudences 6] ;

#### Vente de l'immeuble loué
En cas de vente de l'immeuble, le caractère personnel de cette dette maintient la charge sur le vendeur, sauf clause claire et précise de transfert dans l'acte de vente, eu égard à la maxime juridique interpretatio cessat in claris.
Relativement à ladite clause, sa rédaction doit certes être précise, mais il faut aussi tenir compte de l'article 1271, 2° du Code civil, qui précise que la novation s'opère « Lorsqu'un nouveau débiteur est substitué à l'ancien qui est déchargé par le créancier ; », il convient donc d'obtenir au préalable l'accord du créancier, qui est le locataire.
D'autres questions se posent, et notamment celle relative à la nullité de la vente ou à l'insolvabilité de l'acquéreur.

### Créancier de l'indemnité
En principe, c'est le locataire qui doit recevoir le règlement de cette indemnité.

## Méthodes
La méthode classique est celle de la moyenne des chiffres d'affaires ou bénéfices mais d'autres méthodes peuvent être utilisées par les experts.

### Méthode du ratio
Cette méthode est expertale mais, n’est pas retenue par la jurisprudence.
Elle consiste à établir un ratio entre les indemnités pour créer un lien qui n’existe pas mais qui peut servir de méthode analogique…ainsi, il peut exister un ratio de 5 ou + ; c'est en quelque sorte une mesure.

### Excédent Brut d’Exploitation (avec ou sans retraitement)
Retenir l’excédent brut d'exploitation comme méthode reviendrait à faire appel à des barèmes par professions publiés. Certes, il existe des parutions mais cet EBE ne pourrait toutefois pas permettre de servir de référence alors que l’exploitant ne se rémunérerait pas. 
La détermination par l’EBE permet une bonne méthode de recoupement. 
Toutefois, le fait de multiplier l’EBE par un coefficient ne changerait rien face à un résultat faible !
Cette méthode sera utilisée dans l’hypothèse d’une comptabilité dite « erratique » ou bien en l’absence d’usages professionnels,.

### Méthode comparative au m2
On cherche les références de vente de fonds de commerce, on divise le prix par les m2 et on obtient une valeur moyenne au m2 : puis, on multiplie cette valeur moyenne par les m2 pondérés du local analysé.

### Méthode Michel Marx
Selon Michel Marx, la décapitalisation est un calcul simple et cette opération mathématique doit être rigoureuse,. Selon cette méthode, la décapitalisation représente la somme d’un loyer, non pas le loyer moyen du marché mais un loyer conceptuel, et d’un capital transformé en flux.

### Méthode du différentiel ou économie de loyers
La méthode dite du «différentiel de loyers» repose sur la différence entre la valeur locative du marché (loyer que le preneur serait tenu de payer à la suite du refus de renouvellement) et le loyer effectivement payé par le locataire évincé (qui était susceptible d'en bénéficier en cas de renouvellement ou de poursuite du bail).
La méthode dite «économie de loyers» vise à appliquer le calcul suivant : D = (VLM - L) x ce
- D = valeur du droit au bail
- VLM = valeur locative de marché (égale au prix locatif de marché  (références de voisinage) multiplié par la surface pondérée du fonds)
- L  = loyer en vigueur
- ce  = coefficient d’emplacement

On calcule la valeur du droit au bail, correspondant à la différence pouvant exister entre la valeur locative du marché et le loyer effectivement payé, multipliée par un coefficient d’emplacement, lequel varie dans le temps en fonction de l’évolution du marché.
Les experts proposent deux types de coefficients (financier de capitalisation de 7,09 pour M. Marx ; basé sur la durée du bail et le coût de l’argent)…mais la Cour précise que ce critère n’est plus dans les usages.

#### Tableau des coefficients de référence
| Analyse de la situation                                     | Coefficient |
| atelier                                                     | 2 à 3,5     |
| boutiques en centre ville : situations mauvaises            | 4 à 5       |
| boutiques en centre ville : situations très bonnes          | 6 à 7       |
| boutiques en centre ville : situations exceptionnelles      | 7,7 à 8     |
| boutiques en centre ville : situations très exceptionnelles | 8,5 à 9,3   |
| centre commercial                                           | 8 à 10      |

#### Valeur locative de marché
La valeur locative de marché n'est pas la valeur locative judiciaire définie à l'article L145-33 du code de commerce parce que l'article R145-7 du même code, impose de retenir les prix couramment pratiqués dans le voisinage.
Dans le voisinage des lieux loués, on peut relever quelques loyers issus du marché mais aussi et surtout, des loyers en renouvellement d'origine amiable ou judiciaire, très différents et quasiment toujours très inférieurs à la valeur locative de marché.
La valeur locative de marché n'est pas, non plus, le loyer en renouvellement négocié amiablement parce que le plus souvent celui-ci est calqué sur le loyer judiciaire qui pourrait être fixé. La valeur locative de marché est le prix obtenu dans la plus parfaite liberté en dehors du code de commerce.
L’assiette de calcul doit prendre en compte les locaux dont le preneur est évincé, et la valeur locative à retenir est, non pas la valeur locative des locaux en cause, mais la valeur locative des locaux que la société locataire va devoir payer pour des locaux équivalents.
La détermination de la valeur du droit au bail suppose en toute hypothèse que soient identifiés trois paramètres :
- la valeur locative de marché
- le montant du loyer théorique de renouvellement, ce qui impose de vérifier si le loyer de renouvellement aurait été plafonné ou déplafonné
- et le multiple qui va être appliqué à la différence annuelle

#### Bureaux
En matière de bureaux, il n’existe pas de différentiel à capitaliser ni de valeur du droit au bail. La jurisprudence dominante retient une absence de préjudice. 

## Détermination des indemnités
L'indemnité d'éviction du preneur sortant ne doit réparer que le préjudice qu'il a subi.
A titre d'exemples : 
- Le preneur sortant ne peut être indemnisé des frais de déménagement des locaux loués par la sous-locataire, des frais de réinstallation qui comprenaient des frais de communication de la sous-locataire et du double loyer qui était en partie supporté par la sous-locataire[Jurisprudences 8].

La méthode classique reste celle de la moyenne et du % : on retient la moyenne des CA TTC sur 3 années mais il s’agit bien évidemment des chiffres fiscaux.

### Indemnité principale
Il est constant que, même si une entreprise est en déficit, le fonds de commerce garde une valeur marchande et cette valeur doit être appréciée en fonction de la valeur du droit au bail,.
A titre d' exemples :
| Auto-école | 60 % CA annuel moyen ; % réduit à 40 % si plus de 3 employés (il faut tenir compte de l’état d’entretien des véhicules) |
| Bar        | Bar : 45 à 90 % CA TTC annuel moyen des 3 dernières années avec un pourcentage moyen de 75%.                            |

| Pizzeria                  | 60 à 100 % CA annuel TTC |
| Plats cuisinés, traiteurs | 35 à 85 % TTC            |

| Pharmacie | Urbaine : 80 à 100 % CA annuel TTC Rurale : 60 à 70 % CA annuel TTC ; suivant situation et rentabilité |

| Restaurant | · Valorisation du fonds entre 80 % et 100 % du chiffre d’affaires annuel moyen TTC. Prise en compte des capacités bénéficiaires : multiple de 3 à 10 de l’excédent brut d’exploitation (on peut même distinguer entre les capacités propres au seul travail de l’exploitant et celles qui ressortent au fonds) · 60 à 100 CA TTC ; tenir compte de la qualité des agencements et du matériel cf. Ferbos |

| Résidence hotelière | L’indemnité d’éviction doit être calculée selon la méthode du calcul de la marge |

| Restaurant rapide | · Moyenne entre deux méthodes : Moyenne du chiffre d’affaires TTC des trois dernières années : chiffre retenu sur 100 % ; Résultat moyen des trois dernières années : coefficient multiplicateur de 6 qui prend en compte le déplafonnement inévitable du loyer provoqué par la durée du bail si le renouvellement était intervenu · 45 à 90 % CA TTC cf. Ferbos · 50 à % TTC120 |

| Vétérinaires                          | 50 à 60 % du CA moyen annuel                                                                          |
| Vins, boissons, produits alimentaires | · Résultat d’exploitation moyen capitalisé à 12 % soit un coefficient de 8,3 · 0.35 % du CA moyen TTC |

### Indemnités accessoires
Le preneur peut faire état de toute ce qui est attaché à son activité à condition que le lien soit directement établi avec l'éviction.
A titre d'exemples : 
- le preneur n'étant pas obligé de quitter les locaux avant d'avoir perçu l'indemnité d'éviction, il en résulte que la perte financière liée au choix de l'autofinancement des travaux réalisés dans les nouveaux locaux ne peut donner lieu à réparation[Jurisprudences 10].

#### Frais de remploi
Cette indemnité est destinée à couvrir les frais et droits de mutation à régler pour l'acquisition d'un fonds de commerce ou d'un droit au bail de même valeur. Les frais de remploi sont évalués à 10% de la valeur du fonds par référence à l'indemnité principale et comprennent : 
- Les droits de mutation ;
- Les frais de rédaction d'acte et formalités ;
- les commissions d'intermédiaires et les honoraires juridiques.

Le texte précise « pour un fonds de même valeur », toutefois, le preneur n’est pas tenu de faire cette acquisition et peut employer autrement son capital,.

#### Trouble commercial
Ce poste ne correspond pas à des critères clairement définis car le mode d’appréciation le plus souvent retenu ne permet pas de compenser le préjudice subi par l’entreprise évincée pendant le laps de temps nécessaire à l’acquisition d’un autre fonds.
Le trouble commercial ne s’apprécie pas en fonction de la distance entre anciens et nouveaux locaux mais de la gêne apportée à l’exploitation par la recherche de nouveaux locaux et le déménagement des anciens. Il représente 25  % de la capacité d'autofinancement (bénéfice + dotations aux amortissements).
A titre d'exemples : 
- pour un  commerce de détail, il est d'usage d'estimer à trois mois le délai nécessaire à l'acheteur éventuel pour ses  recherches et tractations, ainsi que pour permettre au vendeur de rendre le  fonds disponible ;
- Le cessionnaire d'un fonds de commerce a droit à la réparation du trouble commercial que lui cause l'éviction[Jurisprudences 11].

#### Frais de réinstallation
Le bailleur est tenu d'indemniser des frais de réinstallation le preneur évincé d'un fonds non transférable, sauf s'il établit que le preneur ne se réinstallera pas dans un autre fonds,.
En principe on  applique un abattement de 10%, pour tenir compte de la différence entre une  réinstallation à l’identique et un état neuf.

#### Frais d'agence
Les honoraires et commissions sont souvent décomptés  forfaitairement sur une base de 2 à 10 %, à proportion inverse de l'indemnité  principale[réf. souhaitée].

#### Indemnités de déménagement
Les frais  de déménagement pris en compte visent : démontage, transport….

#### Double loyer
Cette indemnité doit tenir compte du fait que pendant la période de réinstallation communément admise d'un mois le locataire va devoir payer un double loyer, soit celui de l'ancien local et celui du nouveau loyer correspondant à la valeur réelle locative de marché de locaux de remplacement.
L'indemnité de double loyer a été fixée par l'expert en se fondant sur le montant annuel réactualisé des loyers en vigueur des deux baux. 

#### Indemnités de licenciement
L'indemnité de licenciement est prise en compte mais sur justificatifs.

#### Préjudice hypothétique
Le preneur ne peut être indemnisé pour perte d'une indemnité d'éviction en raison du défaut d'exécution d'une promesse de bail ; il s’agit alors d’un préjudice hypothétique qui ne peut faire l’objet d’aucune indemnisation.

## Procédures

### Expertise
Le bailleur ne peut user d'une mesure d'instruction in futurum afin de déterminer au préalable le montant de l'indemnité d'éviction qu'il devrait envisager de verser dans le cadre de la délivrance d'un congé avec offre d'indemnité d'éviction ; toutefois, le congé étant délivré il peut saisir le juge des référés afin d'obtenir la désignation d'un expert.  
A titre d'exemples :
- aucun texte relatif au bail commercial ne s'oppose à l'exercice par le juge des référés des pouvoirs que lui confère l'article 145 du nouveau Code de procédure civile ; ainsi, les pourparlers engagés entre les parties n'ayant pas abouti et aucun juge du fond n'étant saisi de demandes concernant l'indemnité d'éviction offerte par la bailleresse et l'indemnité d'occupation due par la locataire qui se maintenait dans les lieux, la bailleresse disposait d'un motif légitime, au sens du texte susvisé, pour solliciter une expertise aux fins d'évaluation de ces indemnités[Jurisprudences 14] ;

- l'existence d'un litige potentiel n'est pas une condition de recevabilité de la demande mais de son succès ; ainsi, le bailleur qui a exercé son droit d'option en vertu de l'article L145-57 du code de commerce, justifie d'un motif légitime au sens de l'article 145 du code de procédure civile[Jurisprudences 15].

La demande judiciaire en désignation d'un expert pour la détermination du montant de l'indemnité d'éviction, doit contenir les demandes suivantes :  
- fixer la valeur marchande déterminée suivant les usages de la profession, en cas de perte du fonds, ou la valeur équivalente en valeur de droit au bail, en cas de transfert du fonds
- fixer les frais de déménagement, les frais de réinstallation, le trouble commercial et toute indemnité accessoire

Afin de respecter le principe de contradiction, l'expert nommé pour donner des éléments de calcul de l'indemnité d'éviction doit soumettre aux parties les investigations matérielles auxquelles il aurait procédé hors de leur présence, et ce avant de déposer son rapport définitif,.  

### Régime fiscal
L’indemnité n’est considérée comme une charge immédiatement déductible que lorsque l'objectif du propriétaire est de louer l'immeuble à des conditions plus avantageuses ou de s'y installer afin d'y exercer une activité génératrice de revenus différente de celle du locataire sortant.
Pour le preneur à bail, les règles d'imposition varient selon la nature du préjudice que cette indemnité est destinée à réparer. Étant précisé que lorsque le locataire est une société soumise à l'impôt des sociétés, l'indemnité d'éviction est comprise dans les résultats soumis au taux normal, qu'importe la nature du préjudice compensé par l'indemnité.

### Paiement intégral et libération des lieux
Seul le paiement intégral de cette indemnité par le propriétaire à l'ancien preneur (ou le cessionnaire) permettra d'obtenir la libération des lieux. Sur cette question, l'article L145-29 du code de commerce prévoit deux hypothèses : 
1. celle de la remise directe de la somme au preneur[note 12],
2. celle de la consignation auprès d'un séquestre.

La désignation du séquestre relève de l'autorité judiciaire soit par la décision qui fixe l'indemnité, soit par une ordonnance sur requête.
Enfin, les créanciers inscrits n'ont aucun droit sur cette indemnité,. Les honoraires du séquestre sont à la charge exclusive du bailleur, et les produits financiers profitent au seul preneur.

### Répétition de l'indu (action en)
Une action en répétition de l'indu est exclue lorsque les sommes ont été versées en exécution d'une décision de justice devenue irrévocable ; cependant, l'autorité de la chose jugée ne peut être opposée lorsque des événements postérieurs sont venus modifier la situation antérieurement reconnue en justice.
A titre d'exemples
- un arrêt irrévocable avait condamné le bailleur à payer diverses indemnités au preneur à la suite du non-renouvellement de son bail commercial, mais en raison de la non-réinstallation du preneur, le bailleur l'a assigné en répétition des indemnités de remploi, pour trouble commercial[note 14] et pour frais de déménagement[Jurisprudences 19].